# Miia Tervo
Miia Tervo (* 18. Februar 1980 in Rovaniemi) ist eine finnische Filmregisseurin und Drehbuchautorin.

## Leben
Miia Tervo wuchs nahe ihrer Geburtsstadt Rovaniemi auf. Nach der Schule arbeitete sie in einem Restaurant, in einer Fischfabrik in Norwegen und im Ausland. Sie studierte kreatives Schreiben in Orivesi, Kamerawesen in Turku und an der Aalto-Universität.
Von 2005 bis 2015 drehte sie mehrere preisgekrönte Kurzfilme, bevor sie schließlich mit Aurora im Jahr 2019 als Regisseurin für einen Langspielfilm debütierte. Die Geschichte spielt in ihrer Heimatstadt Rovaniemi und erzählt von Aurora, Mitarbeiterin in einem Schönheitssalon, die nach einem Leben voller Party verzweifelt versucht, eine Ehefrau für einen iranischen Flüchtling zu finden, damit er nicht abgeschoben wird. Die Liebeskomödie wurde für insgesamt 14 Jussi nominiert, wovon sie sieben Auszeichnungen erhielt. Tervo wurde doppelt als Beste Regisseurin und für das Beste Drehbuch ausgezeichnet.
Da sie im selben Jahr auch als eine von sieben Regisseuren am Episodenfilm Tottumiskysymys mitarbeitete, war sie jeweils doppelt in den Kategorien nominiert.

## Filmografie (Auswahl)
- 2005: Hylje
- 2009: Lumikko – The Little Snow Animal
- 2013: Santra ja puhuvat puut
- 2015: Pieniä kömpelöitä hellyydenosoituksia
- 2019: Aurora
- 2019: Tottumiskysymys
- 2021: Lovi

- 2024: Neuigkeiten aus Lappland